# De Havilland Aircraft Company
La de Havilland Aircraft Company (DHC) fue un fabricante aeronáutico del Reino Unido fundada en 1920, cuando Airco (de la cual Geoffrey de Havilland había sido jefe de diseño y propietario) fue vendida a BSA. 
De Havilland creó entonces una compañía con su nombre en septiembre de ese mismo año en Edware, que después sería cambiada de lugar hacia Hatfield, Hertforshire, Inglaterra.

## Historia
Inicialmente de Havilland se había concentrado en biplanos de 2 asientos, esencialmente continuando con la línea de producción de aeronaves de Airco, pero propulsados por el motor Gipsy de la misma compañía de Havilland. Estos modelos fueron:
- DH Gipsy Moth (1930)
- DH 82 Tiger Moth
- DH 83 Fox Moth

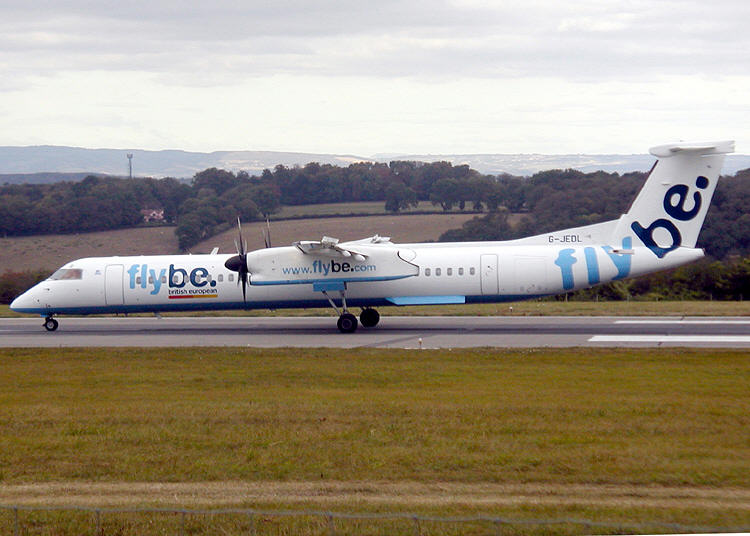
Un DHC-8 en el Aeropuerto de Bristol.

En 1927 De Havilland se expande fundando De Havilland Australia y en 1928 De Havilland Canada (DHC)
Estos aviones consiguieron muchos récords en la aviación, muchos de ellos logrados por el propio de Havilland pilotando sus aviones. Amy Johnson voló sola desde el Reino Unido hasta Australia en 1930 a bordo de un Gipsy Moth, llevándole el vuelo 19,5 días.
La línea de producción "Moth" continuó con modelos más refinados y compactos como:
- De Havilland Hornet Moth (1934)
- De Havilland Moth Minor (1937)

Posteriormente de Havilland fabricó aviones militares con motores a reacción como:
- DH 100 Vampire y Sea Vampire (1943)
- DH 112 Venom y Sea Venom (1949)
- DH 110 Sea Vixen (1951)

Hacia los años cincuenta Hawker Siddeley adquiere parte de la compañía, como parte de sus planes para hacerse al control del mercado aeroespacial británico, empezando así su colaboración con el proyecto de producción del De Havilland Comet, el cual fue el primer avión jet presurizado para viaje de gran altitud para uso comercial. Rápidamente se toma la base del De Havilland Comet, para crear una variante militar, el Hawker Siddeley Nimrod, que sin embargo no tuvo el éxito esperado. En 1959 Hawker Siddeley finalmente adquiere la compañía la cual estaba es una difícil situación financiera, a raíz de los problemas de seguridad de su avión más importante, el De Havilland Comet. Si bien se realizaron numerosas modificaciones que permitieron que el Comet se convirtiera en un avión muy seguro, perdió terreno con sus rivales y el proyecto fue finalizado en los años sesenta, ante la dura competencia que suponía el Boeing 707 lanzado en 1957.
En 1977 De Havilland desapareció completamente cuando el gobierno británico fusionó a Hawker Siddeley con la British Aircraft Corporation y Scottish Aviation, para crear British Aerospace. Con motivo de esta situación, las filiales de De Havilland en Canadá y Australia fueron vendidas a Boeing, quien cambia el nombre de la división australiana a Hawker De Havilland Aerospace, sin embargo en Canadá la empresa conservó su nombre (De Havilland Canada o DHC).
En 1992 De Havilland Canada, es vendida por Boeing a Bombardier, con lo cual pasa a ser una parte de la división aeroespacial de la última. El 6 de febrero de 2009, Boeing  anuncia que Hawker De Havilland Aerospace pasará a llamarse Boeing Aerostructures Australia, con lo cual el nombre De Havilland desaparece finalmente del mercado mundial.

## Aeronaves
- Biplanos
  - De Havilland Biplane No. 1
  - De Havilland Biplane No. 2
  - Airco DH.1
  - Airco DH.2
  - Airco DH.3
  - Airco DH.4
  - Airco DH 5
  - Airco DH.6
  - Airco DH.9
  - Airco DH.9A
  - Airco DH.9C
  - Airco DH.10 Amiens
  - DH.11 Oxford
  - DH.12
  - DH.14 Okapi
  - DH.15 Gazelle
  - DH.16
  - DH.18
  - DH.27 Derby
  - DH.29 Doncaster
  - DH.34
  - DH.37
  - DH.42 Dormouse
  - DH.42A&B Digby
  - DH.50
  - DH.51
  - DH.54 Highclere
  - DH.56 Hyena
  - DH.60 Moth
  - DH 61 Giant Moth
  - DH.65 Hound
  - DH.66 Hercules
  - DH.67
  - DH.72
  - DH.77
  - DH 82 Tiger Moth
  - DH 83 Fox Moth

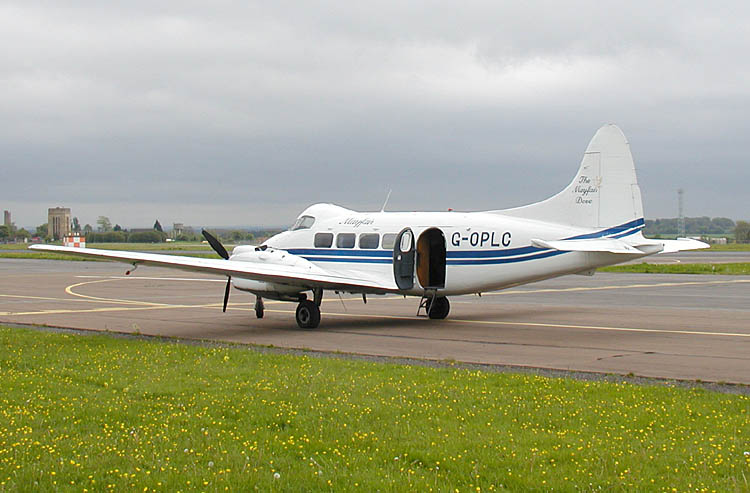
de Havilland DH.104 Dove.

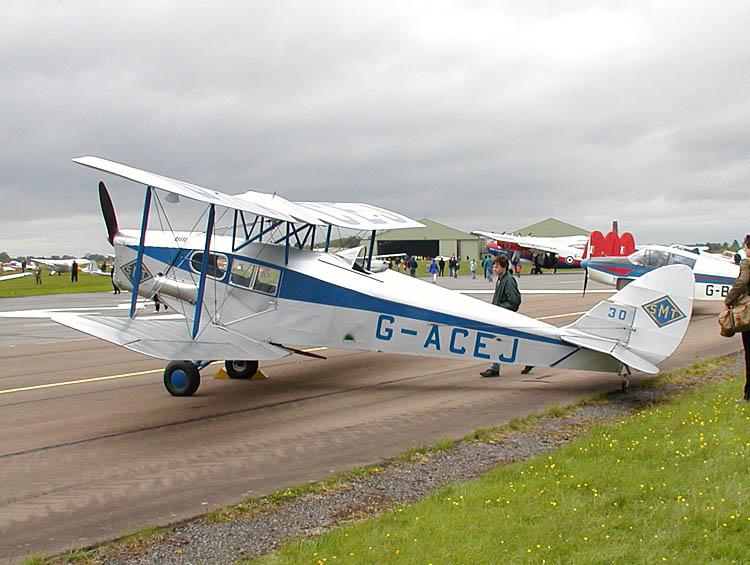
de Havilland DH.83 Fox Moth.

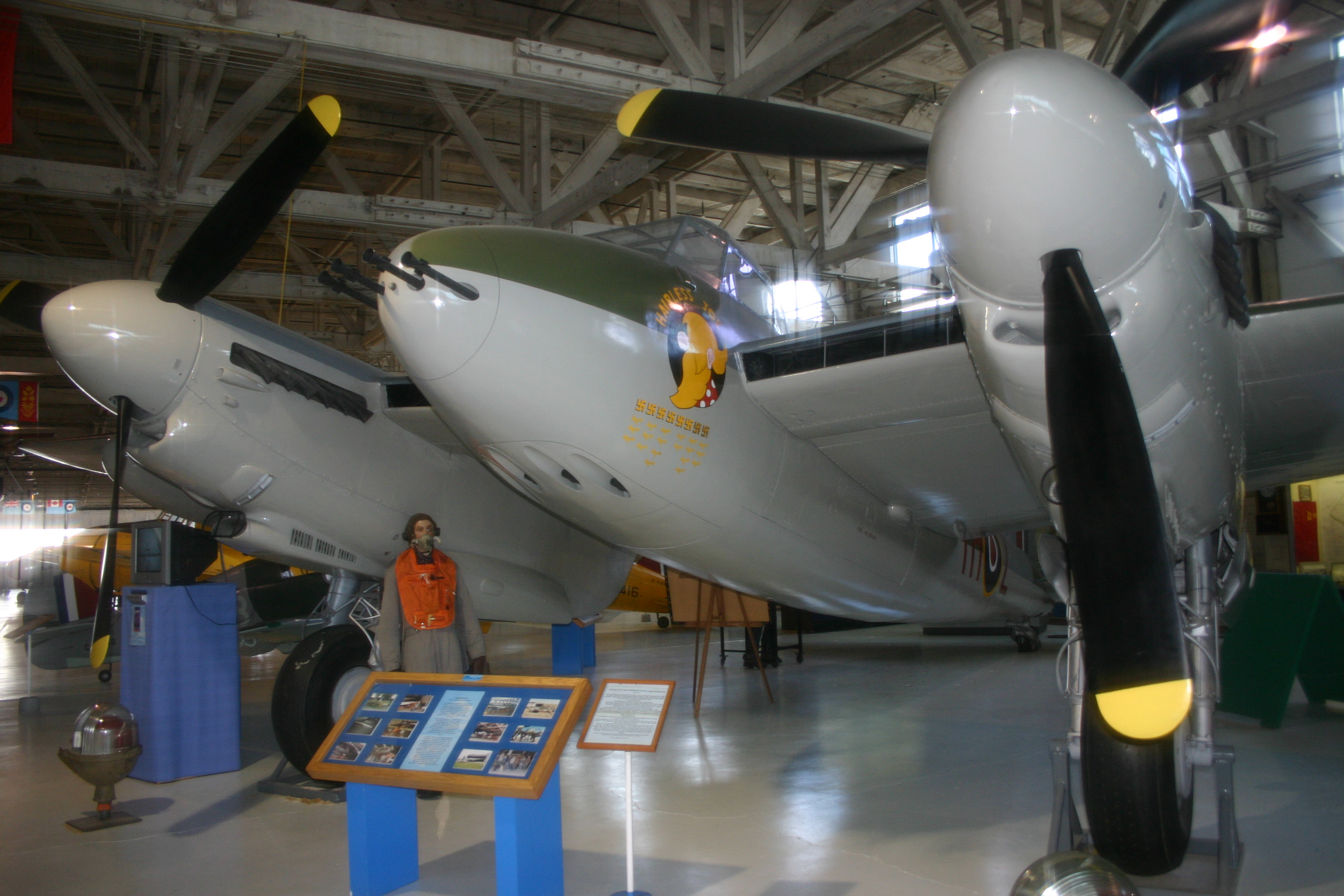
de Havilland Mosquito B 35 (reconfigurado a FB Mk.VI) expuesto en un museo.

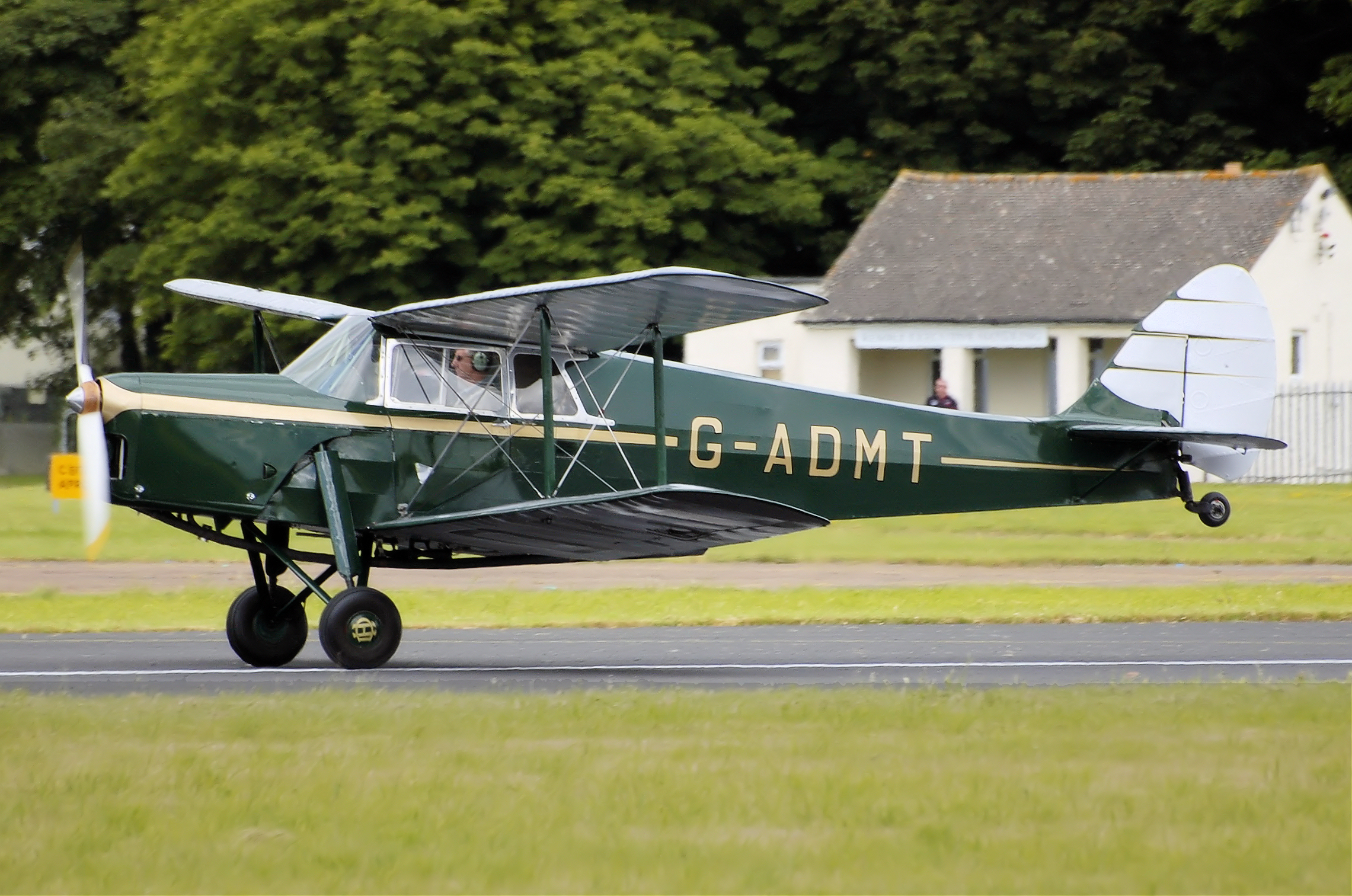
de Havilland DH.87B Hornet Moth de 1936 despegando en 2008.

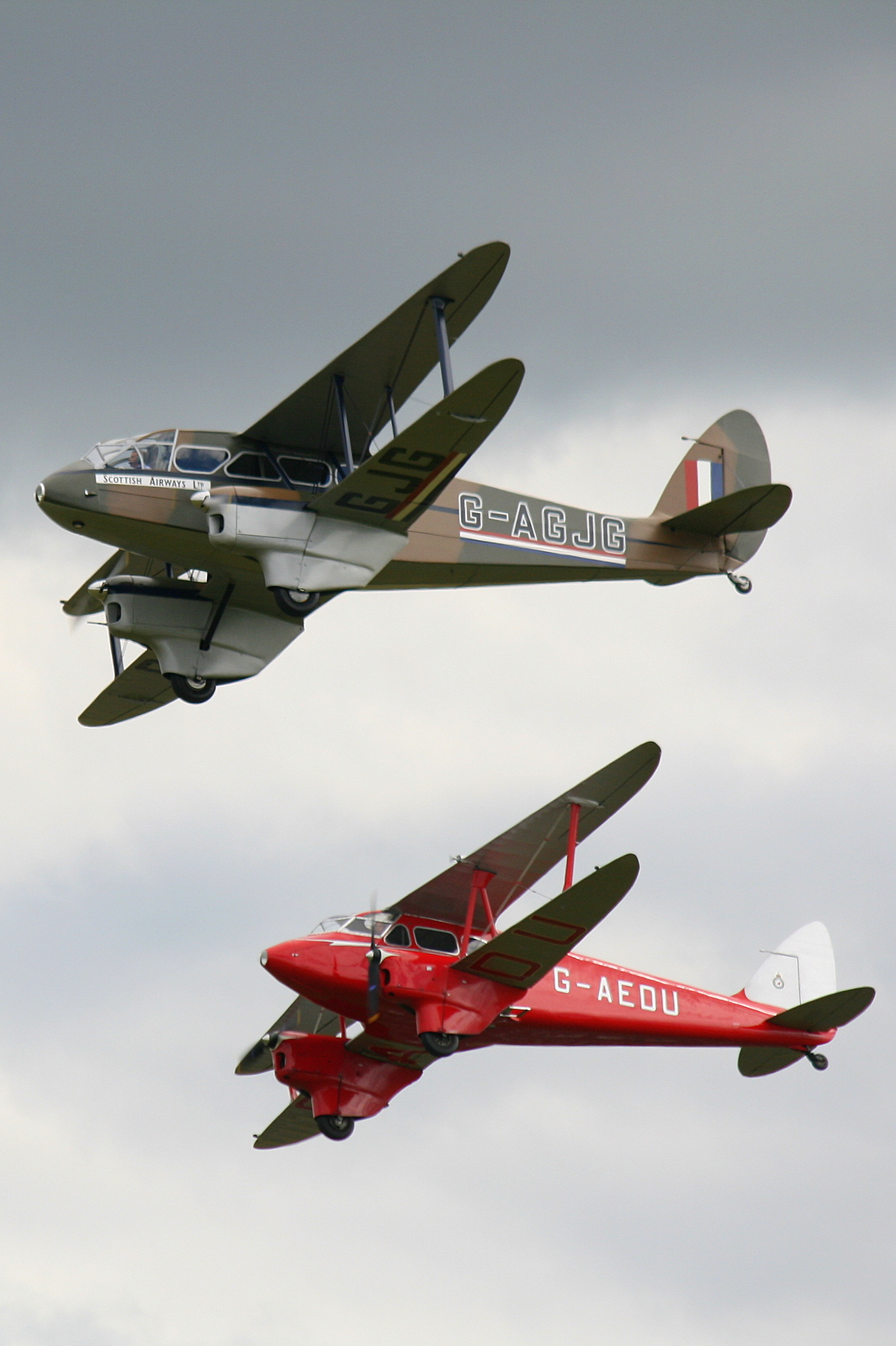
DH 89 Dragon Rapide y DH 90 Dragonfly en el 2008 Flying Legends air show en Duxford, UK.

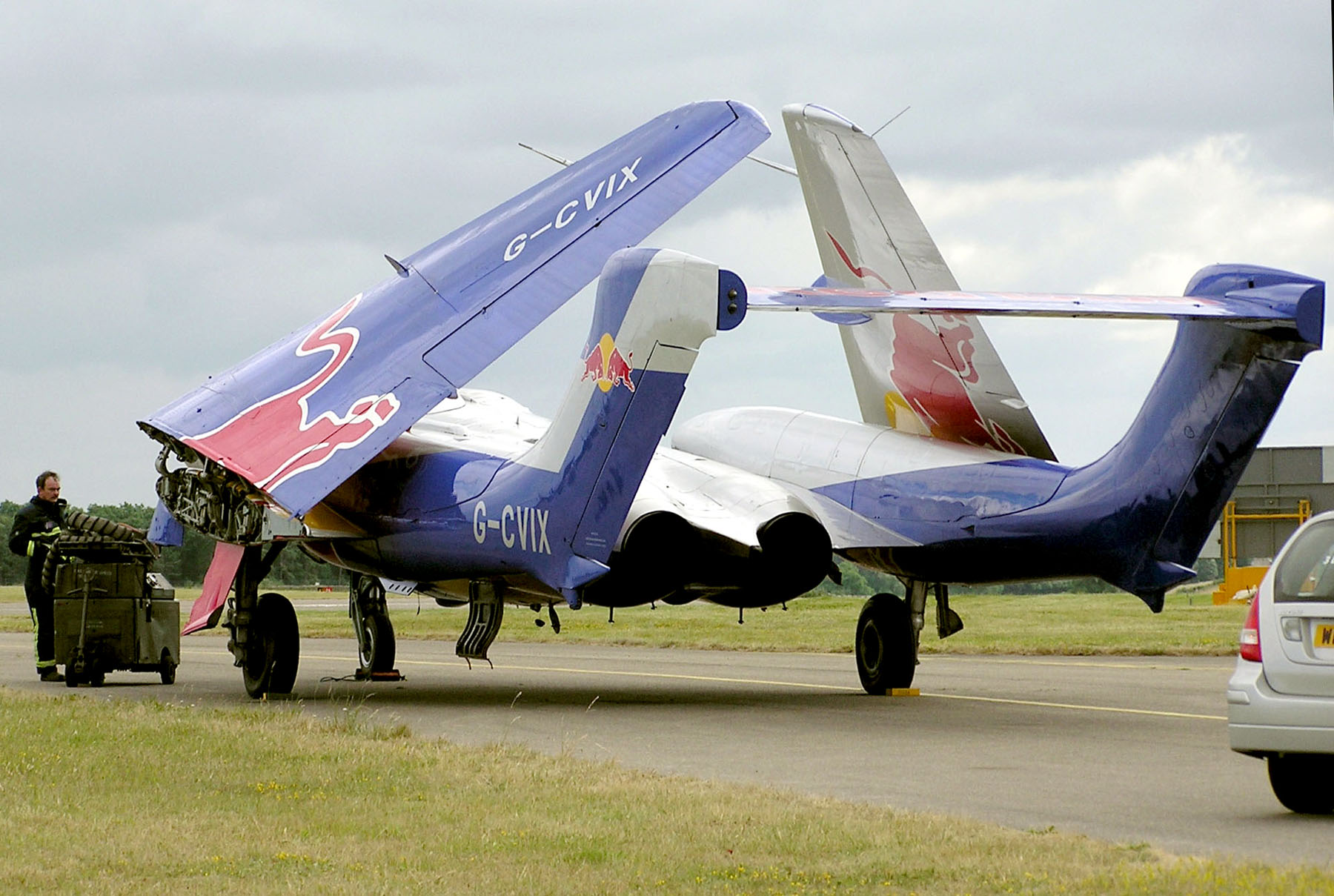
Un de Havilland DH.110 Sea Vixen privado (G-CVIX) en una exhibición aérea en 2005.

  - DH 84 Dragon/DH 84B Dragon Express
  - DH 86 Express
  - DH 87 Hornet Moth
  - DH 89 Dragon Rapide
  - DH 90 Dragonfly
  - DH 92 Dolphin
  - DH TK.1

- Planeadores
  - DH.52

- Monoplanos con motores de pistón civiles y militares
  - DH 53 Humming Bird
  - DH.71 Tiger Moth
  - DH.75 Hawk Moth
  - DH 80/DH 80A Puss Moth
  - DH.81 Swallow Moth
  - DH.85 Leopard Moth
  - DH.88 Comet
  - DH.91 Albatross
  - DH.93 Don
  - DH.94 Moth Minor
  - DH.95 Flamingo
  - DH.98 Mosquito
  - DH.103 Hornet
  - DH.104 Dove
  - DH.114 Heron
  - DH TK 2
  - DH TK 4
  - DH TK 5

- Transportes de reacción civiles y militares
  - DH.106 Comet
  - DH.121 Trident (posteriormente Hawker Siddeley Trident)
  - DH.125 (posteriormente Hawker Siddeley 125)
- Reactores militares
  - DH.100 Vampire y Sea Vampire (1945)
  - DH.112 Venom y Sea Venom (1952)
  - DH.110 Sea Vixen (1959)
- Experimentales
  - DH.108 Swallow (1946)
- Autogiros
  - Cierva C.24